# Алмирос
Алмирос ((грч. Αλμυρός) општина је у Грчкој, у округу Магнезија периферије Тесалија. То је друго по величини насеље у округу. По подацима из 2011. године број становника у општини је био 18.614.

## Положај
Алмирос се налази у јужном делу округа Магнезија, у невеликој приморској равници, изнад које се на западу издиже планина Отрис. Град је од најближе морске обале удаљен око 5 km.

## Становништво
Град Алмирос данас има нешто око 8000 ст., махом етничких Грка. Са околином град има око 12.000 становника.
Кретање становништва Алмироса по пописима:
| 1981. | 1991. | 2001. | 2011. |
| ----- | ----- | ----- | ----- |
| 6.730 | 8.502 | 7.566 | 8,220 |

| 2011.  |
| ------ |
| 18.614 |